# Latòbics
|  | No s'ha de confondre amb Latobriges. |

Els latòbics (en llatí Latobici o Latovici, en grec antic Λατόβικοι) eren un poble celta del sud-oest de Pannònia, la regió del riu Savus (Sava), segons diu Plini el Vell a la Naturalis Historia. Segurament eren celtes. L'única ciutat coneguda és Praetorium Latovicorum, esmentada a l'Itinerari d'Antoní, a la via entre Aemona i Sírmium.